# Jordi Sierra i Fabra
Jordi Sierra i Fabra, né à Barcelone le 26 juillet 1947, est un écrivain espagnol, d'expression catalane et espagnole. Il est à la fois auteur de littérature, notamment fantastique et pour la jeunesse, et chroniqueur musical. Auteur de plus de quatre cents titres, il a vendu plusieurs millions d'exemplaires en Espagne et en Amérique latine, est traduit dans vingt-cinq langues, et a reçu de très nombreux prix littéraires, dont en 2007 le prestigieux Prix national de littérature d'enfance et de jeunesse attribué par le ministère espagnol de la Culture.

## Biographie
L'intérêt de Jordi Sierra i Fabra pour la littérature débute alors qu'il n'a que huit ans et qu'il a été victime d'un grave accident. À douze ans, il écrit son premier roman de 500 pages, en ayant déjà produit plusieurs autres de plus de 100 pages. Après l'obtention de son baccalauréat en 1964, il entame des études de technicien du bâtiment grâce à des cours du soir, tout en travaillant dans la construction la journée.
Après avoir commencé à s'investir dans la presse musicale dès 1968, il décide en 1970 d'arrêter ses études et son travail pour se consacrer entièrement à la chronique musicale. Il participe à la création de plusieurs revues, parmi lesquelles Super Pop et Popular 1, ainsi qu'à la rédaction du Trivial Pursuit du rock.
Particulièrement reconnu pour ses ouvrages de la littérature jeunesse, il crée en 2004 à Medellín (Colombie) la Fondation  Jordi Sierra i Fabra, destinée à encourager la créativité littéraire chez les jeunes dans le monde hispanophone et qui attribue chaque année le Prix littéraire Jordi Sierra i Fabra, réservé aux moins de dix-huit ans. La même année, il crée également les Ateliers d'écriture pour l'Amérique latine, qui touchent plus de cent mille jeunes chaque année.
En 2007 Jordi Sierra i Fabra reçoit le Prix national de littérature d'enfance et de jeunesse du Ministère de la Culture d'Espagne pour Kafka y la muñeca viajera et en 2017 la Médaille d'or du mérite des beaux-arts du Ministère de l'Éducation, de la Culture et des Sports d'Espagne.
En mai 2018, Carles Puigdemont l'inclut dans la liste des dix-huit personnalités de l'année proposées pour recevoir la Creu de Sant Jordi, distinction attribuée par la Généralité de Catalogne.
En 2022, il est à nouveau sélectionné pour représenter son pays, l'Espagne, pour le Prix Hans-Christian-Andersen, dans la catégorie Auteur, prix international danois. Il avait également été sélectionné en 2006, 2012 et 2020.
En 2023, il est sélectionné pour la cinquième année d'affilée (depuis 2019) pour le prestigieux prix suédois, le Prix commémoratif Astrid-Lindgren.

## Ouvrages

### Fiction
- El mundo de las ratas doradas – Ed. Marte 1975
- La revolución del 32 de Triciembre – Ed. ATE 1976
- Complot en Madrid – Ed. ATE 1977
- ¿Estás vivo, Jim? – Publicaciones Heres 1978
- Terror y muerte en los mundiales – Publicaciones Heres 1978
- Manicomio – Ed. ATE 1978
- En Canarias se ha puesto el sol – Planeta 1979
- El rollo nuestro de cada día – Ed. ATE 1980
- Planeta de locos – Ed. ATE 1981
- ¿Por Dios o por Alá, mi señor? – Planeta 1983
- Doble imagen – Ed. Martínez Roca 1986
- Demasiado oscuro para un fin de semana – Ed. Martínez Roca 1986
- En la esquina del círculo – Ed. Martínez Roca 1987
- El Plan Stalin – Ed. Clip 1988
- El gran día de Jacinto Huertas – Ed. Clip 1989
- Clau: MX – Ed. Cruilla 1989
- Edad: 143 años – Ultramar 1990
- La noche – Ed. Clip 1991
- Los perros de la lluvia – Plaza & Janés 1991
- Unitat de plaer – Columna 1993
- El regreso de Johnny Pickup – Espasa Calpe 1995
- La pell de la memòria – Baula 1995
- Els miralls de la nit – Columna 1996
- Cuba, la noche de la jinetera – Ediciones del Bronce 1997
- Camarada Orlov – Ediciones del Bronce 1998 / Punto de Lectura 2005
- Flashback (Clau: MX) – Cruïlla 1998
- Les veus de la ciutat – Columna 1998
- Los espejos de la noche – Ediciones del Bronce 1999
- El vol del drac – Columna 1999
- Siete noches de una vida – Ediciones del Bronce 2000
- Mis salvajes rockeros – La Mascara 2000
- Regreso a La Habana – Ediciones del Bronce 2001
- El peso del silencio – Ediciones del Bronce 2002
- El tiempo del exilio, vol. 1: Los años oscuros – Planeta 2002
- El tiempo del exilio, vol. 2: Los años de la espera – Planeta 2003
- El tiempo del exilio, vol. 3: Los años rojos – Planeta 2003
- Schizoid – Pagès Editors 2004
- La pell de la revolta – Columna 2004
- Crónica de Tierra 2 – Minotauro 2005
- Assassinat a El Club – Columna 2005
- Sinaia – Columna 2006
- Regreso a la Habana – Robinbook 2007
- Quatre dies de gener / Cuatro días de enero – Plaza & Janés 2008
- Diálogos – Páginas de Espuma 2009
- Set dies de juliol / Siete días de julio – Plaza & Janés 2010
- El asesinato de Johann Sebastian Bach – Belacqva 2010
- El peso del silencio – Belacqva 2010
- La noche de la jinetera – Belacqva 2010
- Cinc dies d'octubre / Cinco días de octubre – Plaza & Janés 2011
- Dos dies de maig / Dos días de mayo – Plaza & Janés 2013
- La mort del censor – Amsterdam (Ara Llibres) 2013
- L'ombra del sabre – Amsterdam (Ara Llibres) 2014
- Nou dies d'abril / Nueve días de abril – Plaza & Janés 2015
- A l'altre costat de l'infern – Amsterdam (Ara Llibres) 2015
- Tres dies d'agost / Tres días de agosto – Plaza & Janés 2016
- Les paraules ferides / Las palabras heridas – Amsterdam (Ara Llibres) / Siruela 2017

### Poésie
- Canciones, poemas y (algunos) sentimientos – Teorema 1981
- Confieso que he soñado – Teorema 1987
- Cuentos y poemas para un mes cualquiera – Oxford 2005

### Littérature jeunesse
- El cazador – SM 1981
- ...en un lugar llamado Tierra (trilogia «El ciclo de las Tierras») – SM 1983 (traduit en français : En un lieu nommé Terre, A. Noël, 1992)[9]
- Sencillamente amor – Ed. Martínez Roca 1983
- Regreso a un lugar llamado Tierra (trilogia «El ciclo de las Tierras») – SM 1986
- El testamento de un lugar llamado Tierra (trilogia «El ciclo de las Tierras») – SM 1987
- El último verano Miwok – SM 1987
- El joven Lennon – SM 1988 / Cruïlla 1992
- Cuando la lógica falla, el Sistema llama a... Zuk-1 – Pirene 1989
- Shakanjoisha – SM 1989
- La balada de Siglo XXI – SM 1989
- La guitarra de John Lennon – Timun Mas 1990
- En busca de Jim Morrison – Timun Mas 1990
- Kaopi – Alfaguara 1990
- El gran festival de rock – Timun Mas 1990
- Alma de Blues – Timun Mas 1990
- El último set – SM 1991
- Otra canción en el paraíso – Timun Mas 1991
- Los sonidos del silencio – Timun Mas 1991
- Banda sonora – Siruela 1993 / 2006
- Una pizza para A.F.Mac, detective privado – Grijalbo Junior 1993
- Las fans – Espasa Calpe 1993
- Noche de viernes – Alfaguara 1993
- Sólo para Zuk-1 – Celeste 1994
- Malas Tierras – SM 1994
- El asesino del Sgt.Pepper's – Edebé 1994
- Nunca seremos estrellas del rock – Alfaguara 1995
- Seis historias en torno a Mario – Espasa Calpe 1995 / Planeta Oxford 2005
- El temps de l'oblit – Columna 1993
- La estrella de la mañana – SM 1996
- Noche de luna en el Estrecho – Grijalbo 1996
- Jugando en las sombras de la luz – Edebé 1996
- Concierto en Sol Mayor (Prix Joaquim Ruyra) – La Galera 1997
- Camps de maduixes – SM 1997
- Retrato de un adolescente manchado – Bruño 1997
- La voz interior – SM 1997
- La puerta del Más Allá – Espasa 1997
- Donde esté mi corazón – Edebé 1998 (Prix CCEI)
- La música del viento – Bronce 1998
- Un hombre con un tenedor en una tierra de sopas – Bruño 1998
- La memoria de los seres perdidos – SM 1998
- Las voces del futuro – SM 1998
- Los elegidos – Edebé 1998
- Las chicas de alambre – Alfaguara 1999
- Víctor Jara (Reventando los silencios) – SM 1999
- Rabia – SM 2000
- El oro de los dioses – Bronce 2000
- Dormido sobre los espejos – Editores Asociados 2001
- Las Furias – Alfaguara 2001
- Donde el viento da la vuelta – Edebé 2001
- 97 formas de decir «Te quiero» – Bruño 2001
- Una (simple) historia de amor – Espasa 2001
- El rostro de la multitud – SM 2001
- Marte XXIII – Grupo Editorial Norma (Colombie) 2001
- 27, edad maldita – Alfaguara 2002
- Casting – SM 2002
- El dolor invisible – Diagonal / Empúries 2002
- En un lugar llamado guerra – Editores Asociados 2002
- La piel de la memoria – Edelvives 2002
- Zonas interiores – Destino 2002 / Planeta Oxford 2004
- Tiempo muerto – Espasa 2002
- Buscando a Bob – Anaya 2005
- El mensajero del miedo – Bruño 2003 (traduit en français : Le prix de la peur, Hachette jeunesse, 2005)[10]
- Día de rodaje – Bruño 2003
- La canción de Mani Blay – Bruño 2003
- Sin tiempo para soñar – Bruño 2003
- Frontera – SM 2003
- Al otro lado del espejo – Destino 2005
- La guerra de mi hermano – SM 2004
- El funeral celeste – Bruño 2004
- La sonrisa del diablo – Algar 2004
- Los olvidados – Bruño 2004
- En una esquina del corazón – Bruño 2004
- Soledades de Ana – Algar 2005
- La puerta del paraíso – Edebé 2005
- El loco de la colina – Edelvives 2005
- Fuera de juego – SM 2005
- Siete minutos para la revolución – SM 2005
- El secreto de las perlas – Panamericana (Colombie) 2005
- Sin vuelta atrás – SM 2005
- Kafka y la muñeca viajera – Siruela 2006
- Llamando a las puertas del cielo – Edebé 2006
- Mendigo en la playa de oro – Pearson 2006
- Y le llamaron Colón – Edebé / Rodeira 2006
- Gauditronix – Edebé 2006
- El rastro del anillo Magno – Edelvives 2006
- L'assassinat del professor de matemàtiques – Barcanova 2006
- Kafka i la nina que se'n va anar de viatge / Kafka y la muñeca viajera / Kafka eta panpina bidaiaria – Empúries 2008 / Siruela 2006 / Elkar 2008
- Los dientes del dragón – SM 2007
- Las fronteras del infierno – SM 2007
- Radiografia de noia amb tatuatge / Radiografía de chica con tatuaje – La Galera 2007
- Els focs de la memòria / Los fuegos de la memoria – Bromera 2008 / Algar 2008
- Lágrimas de sangre – Alfaguara 2008
- Les filles de les tempestes, vol.1: L'enigma maia / Las hijas de las tormentas, vol.1: El enigma maya – Edebé 2008
- Una dulce historia de mariposas y libélulas – Siruela 2008
- Los ojos del alma – Pearson 2008
- Les filles de les tempestes, vol.2: La creu del Nil / Las hijas de las tormentas, vol.2: La cruz del Nilo – Edebé 2008
- Yo – SM 2008
- Núvols al cel / Nubes en el cielo – Intermón Oxfam 2008
- Trilogía de las tierras – Siruela 2008
- L'empremta del silenci – Columna 2009
- Les filles de les tempestes, vol.3: El cinquè cristall / Las hijas de las tormentas, vol.3: El quinto cristal – Edebé 2009
- Las guerras de Diego – Siruela 2009
- Anatomia d'un «incident aïllat» – Cruïlla 2009
- Pel·lícula verge (Contes perversos) / Película virgen (Cuentos perversos) – Intermón Oxfam 2009
- La isla del poeta – Siruela 2009
- Poe – Zorro Rojo 2009
- Només tu... – Columna 2009
- Sala de conflictes / Sala de conflictos – Baula / Edelvives 2009
- La resta és silenci – Àbacus 2009
- La nueva tierra – Alfaguara 2010
- La modelo descalza – Siruela 2010
- Tester (Provador) / Tester (Probador) – Edebé 2010
- El caso del falso accidente (Berta Mir 1) – Siruela 2010
- El aprendiz de brujo y Los Invisibles – Edebé 2016

### Divers
- Mitología pop española – Ed. Marte 1973
- Barcelona insólita – SM 1991
- Antología de textos – SM 1996
- 50 raons per SER / NO SER del Barça – Columna 2000
- La página escrita — SM 2006

## Prix et distinctions
- 2007 : Prix national de littérature d'enfance et de jeunesse pour Kafka y la muñeca viajera
- 2017 : Médaille d'or du mérite des beaux-arts
- 2006, 2012, 2020 et 2022 :  Sélection Espagne du Prix Hans-Christian-Andersen, dans la catégorie Auteur[6],[5]
- 2019 à 2023 :  Sélection pour le Prix commémoratif Astrid-Lindgrendurant cinq années d'affilée[7]